# Hulda Pankok
Hulda Pankok (* 20. Februar 1895 in Bochum; † 8. September 1985 in Drevenack; gebürtig Hulda Droste) war Journalistin und Verlegerin und mit dem Künstler Otto Pankok verheiratet. Ihre gemeinsame Tochter war die Künstlerin Eva Pankok.

## Leben und Werk
Hulda Pankok wurde als Hulda Droste in Bochum geboren. Ihr Vater war Lehrer und Journalist für den Dortmunder General-Anzeiger. Die Mutter Julie Droste, geb. Sassenberg, war Theaterkritikerin und Tochter eines Bergwerkdirektors. Hulda Droste hatte fünf ältere Geschwister.
Hulda Droste ging zur Höheren Töchterschule. Nach dem Abitur studierte sie an der Universität Jena Literaturwissenschaft und Kunstgeschichte. Danach arbeitete sie kurz als Bibliothekarin in Bochum und Essen. In Bochum richtete sie die erste Kinderbibliothek ein. Ihr Bruder, der Verleger Heinrich Droste, forderte sie auf, an seinen Zeitungen „Düsseldorfer Stadt-Anzeiger“ und später „Der Mittag“, mitzuarbeiten. Sie folgte dieser Bitte und kam 1919 nach Düsseldorf, wo sie als Feuilletonredakteurin arbeitete. Sie schrieb ebenfalls für die „Gladbach-Rheydter Zeitung“, für „Schacht. Westdeutsche Wochenschrift für Kunst, Wissenschaft und Volksbildung“ und den „Scheinwerfer. Blätter der städtischen Bühnen Essen“.
Hulda Droste lernte Otto Pankok durch ein Interview kennen. 1921 heirateten sie und 1925 kam Tochter Eva zur Welt.
Zu ihrer Arbeit in verschiedenen Zeitungen kam später auch eine Tätigkeit als freie Mitarbeiterin beim Rundfunk. 1929 reiste sie im Auftrag des Rundfunksenders nach Spanien und schrieb zwölf Rundfunkvorträge über den Maler El Greco. Die Kulturbeilage Geistiges Leben im „Mittag“ ist ihre Entwicklung, von ihr erscheinen Buchbesprechungen über Autorinnen der Gegenwart und Frauen des 19. Jahrhunderts sowie Analysen zur Kunstszene. Hulda war befreundet mit Else Lasker-Schüler und mit Louise Dumont.
Sie erhielt wie ihr Mann 1936 Berufsverbot und schrieb weiter unter dem Pseudonym Anna Sasse  und Henriette Reiser zuletzt für Kirchenzeitungen. Die Familie wohnte danach zunächst in Gildehaus (Bad Bentheim), im Emsland und seit 1942 schließlich in einem kleinen Bauernhaus bei Pesch in der Eifel, wo sie andere Verfolgte versteckte, u. a. den Maler Mathias Barz und seine jüdische Frau Hilde geborene Stein, die Schauspielerin in Düsseldorf gewesen war.
Nach dem Zweiten Weltkrieg gründete Hulda 1946 in Düsseldorf den Drei-Eulen-Verlag. Er war der erste Kunstbuchverlag in Deutschland nach dem Krieg. Der Name bezog sich auf die aus drei Personen bestehende Familie. Bis 1952 brachte der Verlag über dreißig Werke der Kunst- und Weltliteratur heraus. Für ihre Bücher der Einkehr und Ruhe erhielt sie ohne Probleme die erforderlichen Papierkontingente. Bedingt durch die Folgen der Währungsreform wurde der Verlag aufgelöst.
1947 nahm Otto Pankok eine Professur an der Düsseldorfer Kunstakademie an. Hulda gründete im März 1951 die Deutsche Frauenpartei mit. Ab 1953 engagierte sie sich in der von Helene Wessel und Gustav Heinemann gegründeten Gesamtdeutschen Volkspartei. Als Dank für ihre Haltung während der Zeit des Nationalsozialismus wurde sie als erste Deutsche nach dem Zweiten Weltkrieg von den Frauen Jugoslawiens eingeladen. Ihren Reisebericht veröffentlichte sie 1961 als Jugoslawische Erlebnisse.
1958, nachdem Otto Pankok seine Professur beendet hatte, zog die ganze Familie nach Haus Esselt bei Drevenack am Niederrhein, wo Otto Pankok als Künstler arbeitete und 1966 starb.
1968 eröffnete Hulda Pankok mit ihrer Tochter Eva im Atelierhaus ihres Mannes in Drevenack das Otto-Pankok-Museum.

## Ehrungen
- Das Düsseldorfer Stadtmuseum ehrte sie im Februar 1985 zu ihren 90. Geburtstag. Die Hulda-Pankok-Gesamtschule in Düsseldorf ist nach ihr benannt.

- 2013: Die israelische Holocaust-Gedenkstätte Yad Vashem ehrt Hulda Pankok sowie ihren Mann Otto Pankok mit dem Titel „Gerechte unter den Völkern“.[6]